# تپه قره ولی
تپه قره ولی در شهرستان هرسین، روستای قره ولی واقع شده و این اثر در تاریخ ۱۰ دی ۱۳۸۱ با شمارهٔ ثبت ۶۹۹۳ به‌عنوان یکی از آثار ملی ایران به ثبت رسیده است.